# フロタマサトシ
フロタマサトシ（本名:風呂田 政利（ふろた まさとし）、1926年（大正15年）12月15日-2003年（平成15年）12月27日）は、日本のアマチュア・マジシャン。旧八幡市生まれ。

## 喫茶「邪宗門」
故郷の八幡製鉄所で工作機械を作る仕事をしていたが、結核で5年間療養所生活を送る。
1955年（昭和30年）28歳の時、妻・和枝と共に上京、荻窪に喫茶店「邪宗門」を開く。店名は、福岡ゆかりの詩人・北原白秋の作品『邪宗門秘曲』から引用する形で名前をつけられている。開店に尽力してくれた同郷の名和孝年の「邪宗門」（吉祥寺から国立に移転）からの「のれんわけ」で、他にも数店舗が開店された。のれんわけの条件が「マジックができる、儲けを気にしない」であったという。
フロタは名和の影響でマジックをはじめる。名和、小野正、神尾吉郎らとオリジナルのマジックを創作する人たちの集まり「邪宗門奇術クラブ」を創立した。若き日の高木重朗、厚川昌男（泡坂妻夫）、小野坂 東らが荻窪「邪宗門」に集まってマジックを披露しあった。
「邪宗門奇術クラブ」は杉並公会堂などで発表会をおこなったが、バックミュージックを小編成のジャズコンボが演奏するなど洒落た雰囲気で、当日のリハーサル以外には合同練習はいらないほどレベルが高かった。

## 石田天海に師事
1958年（昭和33年）、石田天海が帰朝すると、フロタは天海に師事し「天海マジック」を継承する。妻・和枝も天海の門下に入り、「六枚シルク」などを受け継いだ。
「オリジナルを持たないと世界に遅れをとる」という天海の教えを受け、1960年、雑誌「THE NEW MAGIC」を創刊、オリジナル作品の発掘・紹介をおこなう。
1968年、創作奇術に貢献した人を表彰する「石田天海賞」を創設、フロタは石田天海賞委員会を主宰し、同委員会は石田天海賞の選出と作品集の発行をおこなった。（1968年-1997年）

## カードマニピュレーション
1969年オランダのアイントホーフェンの国際奇術コンクールのマニピュレーション部門で入賞、女王からメダルを下賜される。
同年、アメリカのIBM（International Brotherhood of Magicians）大会、PCAM（Pacific Coast Association of Magicians）大会に出演し絶賛され、カードマニピュレーションで世界に認められた。
後にフロタは、「自分の奇術の歴史は、カードルーティーン（カードファンとプロダクション）の歴史」といっている。

## FISMを日本に招致
その後、IBM日本会長に就任。1976年FISM（Fédération internationale des sociétés magiques）ウィーン大会（オーストリア）のガラショー（特別ステージ）にゲスト出演した。
1985年FISM日本会長に就任。1991年FISMスイス・ローザンヌ大会で次期会長に指名される。FISM世界大会がヨーロッパ以外で開催されるのは初めてのことである。招致にあたってのフロタマサトシの尽力は計り知れない。
1994年7月FISM横浜大会が開催されたが、フロタは体調を崩し、大会会長は松旭斎すみえ（日本奇術協会会長）、副会長は瀬島順一郎が務めた。
1997年、石田天海賞受賞。
2003年12月、肺炎で逝去。享年78。遺言により、その死は6ヶ月伏せられた。最後のマジックとして。